# Hans Dietrich Schultz
Hans Dietrich Schultz (* 27. Januar 1934 in Stettin; † 20. März 2023 in Berlin) war ein deutscher Numismatiker. Sein Schwerpunkt war die Numismatik der Antike.

## Leben
Hans Dietrich Schultz studierte Klassische Philologie an der Humboldt-Universität zu Berlin. Seit September 1959 arbeitete er am Münzkabinett der Berliner Museen, wo er die antiken Münzen betreute. 1972 wurde er Abteilungsleiter, 1981 Kustos. 1999 ging er in Pension. 1983 richtete er die ständige Ausstellung antiker Münzen im Pergamonmuseum ein. Er war mit der Numismatikerin Sabine Schultz verheiratet, die ebenfalls am Münzkabinett wirkte. 
Schulz war korrespondierendes Mitglied der American Numismatic Society (1976) und des Deutschen Archäologischen Instituts (1990), 1997 wurde er Ehrenmitglied der International Numismatic Commission. 1999 erhielten die Eheleute Schultz in Anerkennung ihrer Verdienste um die antike Numismatik den Eligiuspreis der Deutschen Numismatischen Gesellschaft.

## Veröffentlichungen
- Römische Münzen (= Einführung in die Ausstellung antiker Münzen im Pergamonmuseum. 2). Staatliche Museen zu Berlin – Münzkabinett, Berlin 1990.
- Antike Münzen. Bildheft zur Ausstellung des Münzkabinetts in der Antikensammlung im Pergamonmuseum (= Das Kabinett. 3). Staatliche Museen zu Berlin – Münzkabinett, Berlin 1997, ISBN 3-88609-283-6.